# Grüner Knopf

Das Logo des Grünen Knopfes

Der Grüne Knopf ist ein staatliches Siegel zur Kennzeichnung von nachhaltigen Textilien. Mit dem Siegel sollen die Hersteller von Textilprodukten die Einhaltung von Menschenrechten und Umweltstandards in der Produktion in der kompletten Lieferkette gewährleisten sowie auch sicherstellen, dass die Produkte sozial und ökologisch hergestellt wurden.
Das Siegel wurde durch das Bundesministerium für wirtschaftliche Zusammenarbeit und Entwicklung am 9. September 2019 eingeführt.

## Ziele
Der zur Nutzung des Siegels festgelegte Verhaltenskodex soll anspruchsvolle ökologische und soziale Standards für in Verkehr gebrachte Textilwaren sicherstellen. Zu den ökologischen Produktkriterien gehören das Verbot von Weichmachern und gefährlicher Textilchemikalien sowie schadstoffgeprüfte Naturfasern, zu den sozialen Produktkriterien das Verbot von Kinder- und Zwangsarbeit, Mindestlöhne und Arbeitsschutz. Bislang wird allerdings nur das Ende der Produktionskette geprüft (Nähen, Zuschneiden, Färben, Bleichen), nicht der Baumwollanbau und das Weben. Eine Ausweitung des Grünen Knopfs auf alle anderen Produktionsschritte der Textillieferkette ist für die kommenden Jahre geplant. Insgesamt muss ein Produkt, das mit dem Grünen Knopf versehen sein soll, 46 Sozial- und Umweltstandards erfüllen.
Der Grüne Knopf entstand unter anderem durch Bestrebungen, Katastrophen wie den Textilfabrikeinsturz in Sabhar 2013 mit 1135 Toten zukünftig zu verhindern.
Das abgebildete Symbol und der Ausdruck „Grüner Knopf“ wurden als Gewährleistungsmarken eingetragen. Der Inhaber, das BMZ, bestimmt durch seine Markensatzung die genauen zu erfüllenden Kriterien, welche zur Nutzung der Marke und damit zum Anbringen des Symbols auf Textilprodukten berechtigen. Neben der Einhaltung bestimmter Produkteigenschaften wird zusätzlich die jährliche Überprüfung dieser Einhaltung durch eine gemäß Verordnung 765/2008/EWG akkreditierte, unabhängige Prüfstelle verlangt. Die missbräuchliche Verwendung der Kennzeichnung kann privatrechtlich verfolgt werden.
Zum Startzeitpunkt im Jahr 2019 wurde das Siegel von 27 Unternehmen zur Produktkennzeichnung genutzt und insgesamt 70 Firmen meldeten ihr Interesse. Ende August 2020 nutzten etwa 50 Unternehmen das Gütezeichen.

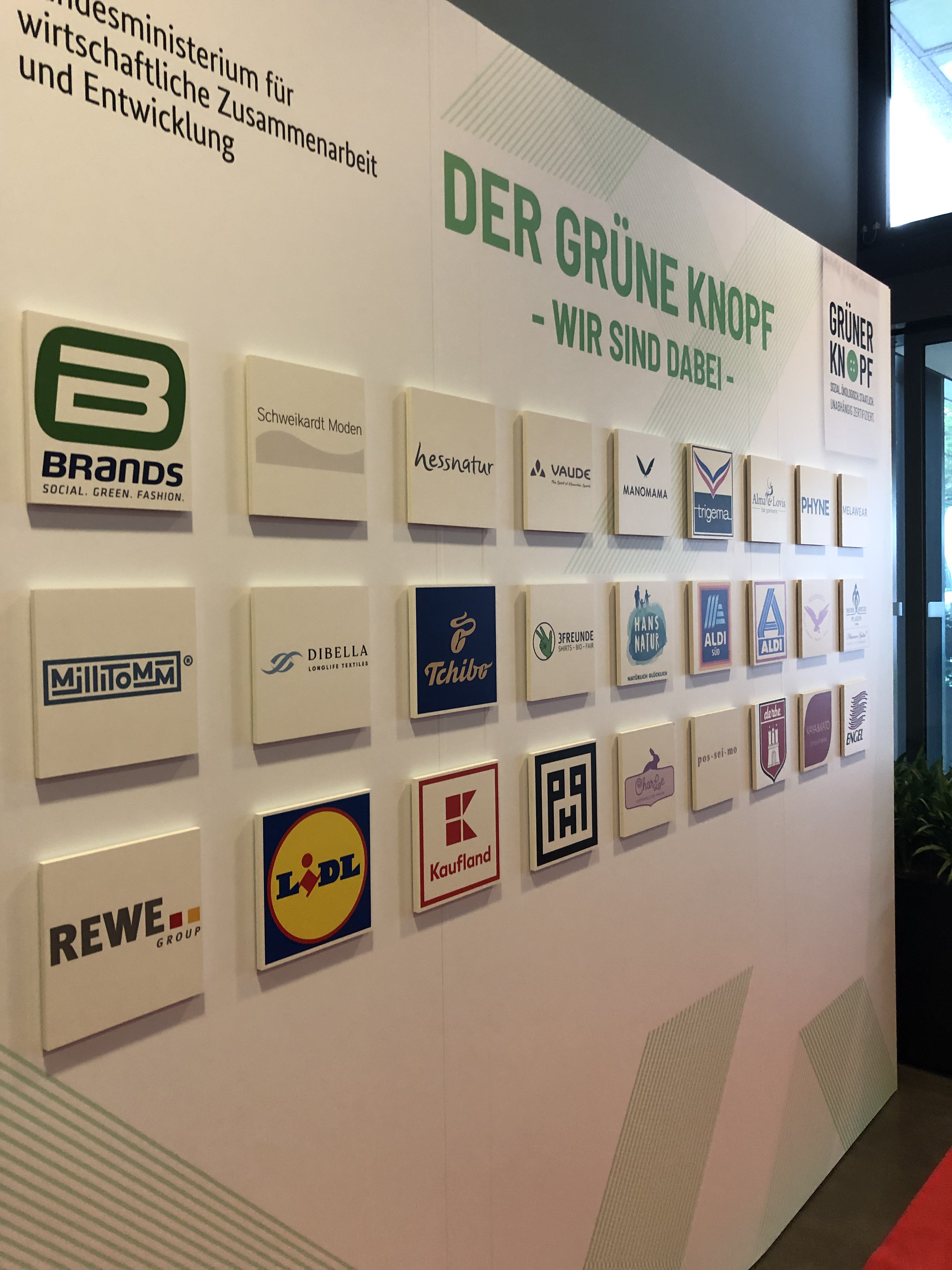
Präsentation der ersten am Grünen Knopf beteiligten Marken

## Grüner Knopf 2.0
Am 1. August 2022 ist die neue Version Grüner Knopf 2.0 in Kraft getreten.
Zu den wichtigen Änderungen gehören unter anderem:
- Schritte hin zu existenzsichernden Löhnen
- unternehmerischen Sorgfaltspflicht für die gesamte Lieferkette
- stärkere Einbeziehung der Betroffenen vor Ort
- Ausweitung auf Rohstoffgewinnung und Anforderungen an Fasern und Materialien[11][12]

## Kritik zur Einführung
Das Konzept des Grünen Knopfs ist sowohl bei Aktivisten als auch der Textilindustrie in der Kritik. Die deutsche Textilwirtschaft schrieb 2018 in einem internen Positionspapier, der Grüne Knopf könne „gar nicht halten, was er vorgibt zu versprechen“. Die Umstellung auf das neue Siegel sei „mit enormen zusätzlichen Kosten“ verbunden, der Aufbau eines Überwachungssystems dauere Jahre. Die Prüfung umfasst noch nicht die Erzeugung der Rohstoffe, sondern nur die Weiterverarbeitung. Daneben garantiert die Verpflichtung, Mindestlöhne zu zahlen, noch nicht, dass diese Löhne existenzsichernd sind.

### EU-Produktionsbedingungen
Die Kampagne für Saubere Kleidung (CCC) kritisiert, dass Kleidung die in der EU produziert wird, nicht genauso kontrolliert werde, wie aus Nicht-EU-Ländern. Unternehmen die in der EU produzieren „müssen für die Produktzertifizierung keinen Nachweis erbringen, dass die Menschen- und Arbeitsrechte eingehalten werden, da die sozialen Standards aufgrund effektiv durchgesetzter gesetzlicher Vorgaben in der EU bereits gewährleistet seien“.
Dazu äußerte die Christliche Initiative Romero, dass dies ein Einfallstor für Trittbrettfahrer sei und die Glaubwürdigkeit des Grünen Knopfs ad absurdum führen könnte: „Veröffentlichungen der CCC über Bulgarien oder Rumänien, die beiden größten Textilkonfektionäre in der EU, zeigen regelmäßig systemische Probleme bei der Umsetzung von Arbeitsrechten. Bei der Kluft zwischen dem tatsächlichen Lohn und einem Existenzlohn belegen die Niedriglohnländer Europas weltweit einen traurigen Spitzenplatz“.
Der Kirchliche Dienst in der Arbeitswelt sagte zur Einführung des Grünen Knopfes: „Insbesondere die Zahlung eines existenzsichernden Lohns ist nicht integriert. Ebenso fehlt die Abdeckung der gesamten Lieferkette“.
Ein mit Pestiziden behandeltes und unter schlechten Arbeitsbedingungen produziertes Textil kann einem Fazit eines Kritikers zufolge den Grünen Knopf bekommen, wenn dies in Europa entstand. Auch umweltschädliche Viskosefasern und auf Teflon basierende Membranen würden den Grünen Knopf bekommen, solange diese aus Europa seien.

### Freiwillige Produktzertifizierung und Fabrikaudits
Der Grüne Knopf will menschenrechtliche Sorgfaltspflichten von Unternehmen in die Bewertung einbeziehen. Laut CCC ist unklar, wie die Kriterien und die Nachweisführung zur Einhaltung in der Praxis umgesetzt werden.
Die Vergabe des Grünen Knopfes soll auf der Anerkennung bereits bestehender Siegel und Label basieren. Diese werden, der CCC zufolge, in der Regel von privatwirtschaftlichen Firmen oder Einrichtungen anhand durchgeführter Fabrikaudits vergeben. Ver.di rekurrierte diesbezüglich: „In zahlreichen Publikationen hat die CCC dokumentiert, dass Sozialaudits weder in der Lage sind, Arbeitsrechtsverletzungen wie die Diskriminierung von Frauen oder die Behinderung von Gewerkschaftsarbeit zu erkennen, noch zu tatsächlichen Verbesserungen führen. Ein staatliches Siegel erfordert einen besonders effektiven, unabhängigen und mit ausreichend Ressourcen und wirksamen Sanktionsmitteln ausgestatteten Kontrollmechanismus“.

### Keine Einbindung von GOTS und FWF
Kritisiert wird außerdem, dass der Grüne Knopf als Metasiegel nicht die Label der Global Organic Textile Standard (GOTS) und der Fair Wear Foundation (FWF) integriert hat.